# Pentadiska talsystemet

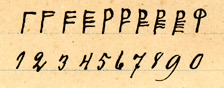
Edward Larssons noteringar från 1885 visar användandet av ett slags pentadiska siffror.

Pentadiska siffror, ibland Pentadiska runor, användes i Europa under medeltiden för att beteckna gyllental i kalendrar, vilka brukar gå under namn som kalenderstavar, primstavar, runkalendrar och runstavar. De pentadiska siffrorna är ett femtalssystem och antas härstamma från de romerska siffrorna. Ofta markerades ental med ett kort streck eller en punkt, medan femtal betecknades med en vinkel eller en båge och tiotal betecknades med en symbol som var sammansatt av två femtals-symboler. Ibland sattes dessa steck samman på en lodrät stav, som i Edward Larssons exempel här intill. På de svenska runstavarna angavs dock gyllentalen oftast med nitton runor.

## Edward Larsson och Kensingtonstenen
Pentadiska siffror förekommer på den omstridda amerikanska runstenen Kensingtonstenen, som utger sig för att vara rest 1362, men vilken skapades eller hittades 1898 av svensken Olof Öhman i Minnesota. Kensingtonstenens pentadiska siffror är identiska med de pentadiska siffror som den 18-årige skräddarlärlingen Edward Larsson tecknade ner 1885 och som finns bevarade i Dialekt-, ortnamns- och folkminnesarkivet i Umeå. Larssons nedteckning är dock det äldsta belägget för just denna typ av pentadiska siffror.